# インサート (ねじ)
インサートとは、建築物や構造物、機器等に埋め込まれる雌ねじの総称。素材は金属や合成樹脂、セラミックなど用途に応じて様々。多くのものは、躯体や構造物の成形時に一体化して埋め込まれるが、成形後に穴を開けて挿入するものもある。

## 建築・土木資材
コンクリート建築物や構造物の設計時に内装や配線、空気調和設備、道路標識をボルトで固定することが示されている場合には、適切な強度と施工の容易性が確保できるよう、コンクリート打設の際にあらかじめインサートを埋め込む。取り付け部位別には、吊り下げ用の天井インサート、壁面取り付け用の横付けインサートがあり、積算が容易なよう建設物価にも掲載されている。
なお、コンクリート打設後に穴を開けて打ち込むタイプのアンカーピンもインサートアンカーと呼ばれることがある

## 金属・樹脂等加工用
比較的柔らかい金属や合成樹脂の構造物で、強度上の問題から直接固定用の雌ねじを切ることができない場合に、あらかじめ大きな径のインサートが埋め込まれる。
成形前に埋め込むタイプだけでなく、成形後に穴を開けて圧入するタイプもある。。
結果的に大きな径の雄ねじとなり補強材やアダプター的な役割を担う。自動車のエンジンまわり等、工業機械の振動対策として用いる場合もある。